# Doris Kelenc
Doris Kelenc, född 8 februari 1986 i Ptuj, är en slovensk fotbollsspelare. Sedan 2022 spelar han för SV Straß i Straß in Steiermark i Österrike.